# Benedekffy Katalin
Benedekffy Katalin (Nagygalambfalva, (Románia) 1977. november 22. –) magyar operaénekesnő, színművész. 1998-ban költözött Magyarországra.

## Életpályája
Nagygalambfalván született, 1998-ban települt át Magyarországra.
2002-ben elvégezte a Pesti Magyar Színház színiakadémiáját.
Fővárosi és vidéki színházakban játszott főszerepeket. Budapesten a Thália Színházban játszotta Anitát a West Side Story-ban. A Budapesti Operettszínházban a Rómeó és Júlia című musicalben a Dada szerepét. Mindemellett Győri Nemzeti Színházban ,a Szegedi Szabadtéri Játékokon a Szolnoki Szigligeti Színházban, valamint a Kolozsvári magyar Operában is hallhatta több címszerepben a közönség.
2003- ban megjelent Karacsonyi lemeze - Aranylemez lett.
Színházi szerepei mellett 2003-ban bölcsész diplomát szerzetta -Berzsenyi Dániel Főiskola Bölcsészettudományi karán, s diplomamunkájaként elkészítette saját dokumentumfilmjét, a Huncutazást, amelynek szerkesztője és rendezője is egyben.
2017- ben megalapította saját iskoláját Szín Varázs néven.
2012-ben megkapta a Báthory Erzsébet musical-opera címszerepét, amelyet nagy sikerrel játszottak a Margitszigeti Szabadtéri Színpadon és a Kolozsvári Magyar Operában azóta is. 2012-2013-ban a székesfehérvári Koronázási Ünnepi Játékok keretein belül megrendezett Koronázási szertartásjáték – István és Szent László oratóriumban Mária Nagyboldogasszonyt alakította. 2012-től napjainkig több nagyszabású koncerten vett részt Európa számos országában- (Spanyolország, Ausztria, Svájc, Németország, Izrael, Oroszország, Lengyelország, Szlovákia, Románia, Kanári Szigetek) és a tengeren túl is (Los Angeles, Hollywood, San Francisco)
2015-től A SALUTE TO VIENNA hagyományos újévi koncert sorozatain énekelt Kanadában (Toronto, Hamilton, Ottawa, Montreal)
2016-tól  Mozart Don Giovanni operájában Zerlina szerepét énekelte a Debreceni Csokonai Színházban valamint a budapesti Erkel Színházban, majd nagy sikerrel alakította Adina szerepét a Szegedi Nemzeti Színházban és külföldön is, Donizetti Szerelmi bájital című operájában. Több lemez és számos felvétele jelent meg a Dankó rádió és a Duna TV , MTVA együttműködésében. Továbbra is rendszeres fellépője a Kolozsvári Magyar Operának, a Budapesti Operettszínháznak, több vidéki színháznak, valamint számos külföldi hangverseny szólistája. Repertoárjában a lírai szerepek mellett, egyre több teret kap a junge dramatische szerepkör is.
2020- Gheorghe Dima Zeneakadémia - Kolozsvár.
2021-ben megjelent saját könyve Egy Csipetnyi Erdély- legendák, balladák, ízek világa- 70 perces CD melléklettel.
Rendszeresen dolgozik fiatalokkal, számos opera és komolyzenei beavatót tart diákoknak itthon és külföldön egyaránt.
Jelenlegi mestere a világhírű mezzoszoprán Hamari Júlia. Kurzusok és mesterek: Laki Krisztina, Tokody Ilona, Andrejcsik István,  Bill Gerald, Cheryl Studer, Dorothea Schwarz, Medveczky Ádám, Pál Tamás.

## Fontosabb szerepei
KONCERT-REPERTOÁR
G. Pergolesi: Stabat Mater
W. A. Mozart: C-moll Mise 
W. A. Mozart: Requiem
W. A. Mozart: Koronázási Mise
W. A. Mozart: Exsultate Jubilate 
J. S. Bach: Magnificat 
A. Vivaldi: Gloria

OPERA SZEREPEK
W. A. Mozart: A Színigazgató – Mademoiselle Silberklang / Madame Herz 
W. A. Mozart: Don Giovanni – Zerlina / Donna Anna 
Erkel Ferenc: Hunyadi- Gara Mária / Szilágyi Erzsébet
C. Gounod: Faust- Marguerite
C. Gounod: Romeo and Julieta – Julieta
G. Donizetti: Szerelmi bájital- Adina
G. Verdi: Álarcosbál– Oskar 
G. Verdi: Traviata- Violetta
G. Puccini: Turandot- Liu 
G. Puccini: La Boheme – Musetta 
Leoncavallo: Bajazzók: Nedda
Szomor–Pejtsik: Báthory Erzsébet – címszerep

OPERETT Szerepek
Francz Lehár: A Víg Özvegy -Hanna Glawari 
Francz Lehár: –A mosoly országa – Lisa 
Emerich Kálmán: Csárdáskirálynő – Sylvia 
Emerich Kálmán: Marica grófnő – Marica
Ábrahám Pál: Viktória – címszerep 
Johann Strauss: A denevér – Adéle/ Rosalinda
Szirmai-Fényes: Mágnás Miska - Rolla
Kacsóh Pongrác: János Vitéz - Francia királylány
Huszka Jenő: Gül Baba rózsái - Leila
Huszka Jenő: Mária főhadnagy - Antónia

## Önálló estje
Kutup- Déryné program - Műfajkeringő- Operabeavató
A Női lélek rejtelmei - Opera koncert
Népdaltól az operáig
Álarc nélkül
Klasszikusok könnyedén
Bécsi Klasszikusok
Musica dell'a anima

## Filmszerepei
- Huncutazás (2004)[1]

- Barátok közt - Fürst Edit (2005)
- Kérnék egy kocsit - Vanda (2003)
- Kisváros - Pusztai Aletta (2000)
- Komédiások (2000)

## Diszkográfia
- Csengettyű, csengettyű karácsonyi lemez (2003)[2]

Benedekffy Katalin Kulcsár Sándorral és a debreceni Vörösmarty Mihály Általános Iskola Énekkarával énekel első karácsonyi albumán, mely a megjelenés évében aranylemez lett.
- A 3 Testőr musical lemez (2007)[3]

A darab bemutatójának első éves évfordulójára készült hanglemezen Benedekffy Katalin Anna királyné szerepében hallható.
- Bakonyi Tibor Elengedtél című szerzeményét énekli.[4]

## Díjai
●Aranylemez (Csengettyű,csengettyű,2003)
●Mester és Tanítvány művészeti díj (Tokody Ilona tanítványaként,2013)
●Erdélyi Élet kivávósága(2015)
●Szent György Lovagrend (2017)
●Prima Díj(2018)
●Szent György Lovagrend Nagykereszt(2019)
●Magyar Arany Érdemkereszt(2023)
Jegyzetek
1. ↑  https://index.hu/kultur/musor/adatlap/69573
2. ↑  https://itunes.apple.com/us/album/csengettyu-csengettyu-karacsonyi/id785480937
3. ↑  Archivált másolat. [2014. február 22-i dátummal az eredetiből archiválva]. (Hozzáférés: 2014. február 9.)
4. ↑  Elengedtél: Bakonyi Tibor, Benedekffy Katalin, Sturcz András, Budai Tünde. YouTube

## További információ
- Hivatalos oldal
- Benedekffy Katalin a Facebookon
- Benedekffy Katalin a PORT.hu-n (magyarul)
- Benedekffy Katalin az Internet Movie Database-ben (angolul)
- Benedekffy Katalin YouTube-csatornája
- Benedekffy Katalin hivatalos Facebook-oldala